# Grande Dame
Grande Dame (aus dem Französischen) bezeichnet eine meist ältere Frau, die sich entweder gesellschaftliches oder berufliches Renommee erworben hat. 
Im eigentlichen Sinne bezeichnet Grande Dame eine würdevolle, welterfahrene, oftmals wohlhabende Frau, die sich in führenden Kreisen oder allgemein in der Bevölkerung Respekt erworben hat. Dazu gehören in der Regel Einfluss, weitgespannte Beziehungen, ein selbstbewusstes Auftreten und gute Umgangsformen. Das männliche Pendant in diesem Sinne ist der Grandseigneur. Grandes Dames entstammten oftmals dem Adel, dem Patriziat, dem Bildungsbürgertum oder der Bourgeoisie. Doch die Herkunft allein genügt nicht für das Ansehen als Grande Dame, sie muss sich zudem durch ihre Persönlichkeit eine Führungsrolle in ihren Kreisen erworben haben und eine natürliche Autorität ausstrahlen. Beispiele sind die führende Wiener Salonnière Pauline von Metternich oder die Pariser Salonnière Madame de Caivallet, ein Vorbild für die literarische Figur der Madame Verdurin und ihren Salon in Prousts  Roman Auf der Suche nach der verlorenen Zeit. 
Hiervon abgeleitet werden als Grandes Dames (auf einem bestimmten Gebiet) oft ältere Künstlerinnen oder Wissenschaftlerinnen bezeichnet, die aufgrund ihrer Lebensleistung, ihres Erfahrungsschatzes (und einer oft inspirierenden Dynamik) in ihrem Fach eine Autorität geworden sind. Ein ebenfalls französisches Synonym dafür ist „Doyenne“. Die Grande Dame hat es auf einem bestimmten künstlerischen oder wissenschaftlichen Gebiet zu erheblicher Prominenz gebracht und ist nachfolgenden Generationen ein Vorbild. Die Bezeichnung als „Grande Dame“ ist eine Art inoffizieller Ehrentitel, der von keiner Institution verliehen, aber oft von den Medien verwendet wird, wenn eine Frau sich die Hochschätzung der Kollegen und des Publikums erworben hat und auf ihrem Gebiet eine führende Rolle spielt. Beispiele sind die Schauspielerinnen Maggie Smith oder Romy Schneider.
Die Grande Dame ist auch gelegentlich eine Theaterfigur, die Rolle einer Bühnengestalt. 